# Kanuslalom

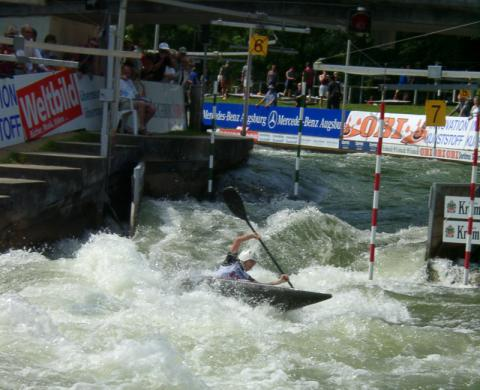
Kanuslalom-Weltcup 2002 in Augsburg, Damen-Semifinale im Einer-Kajak am Augsburger Eiskanal

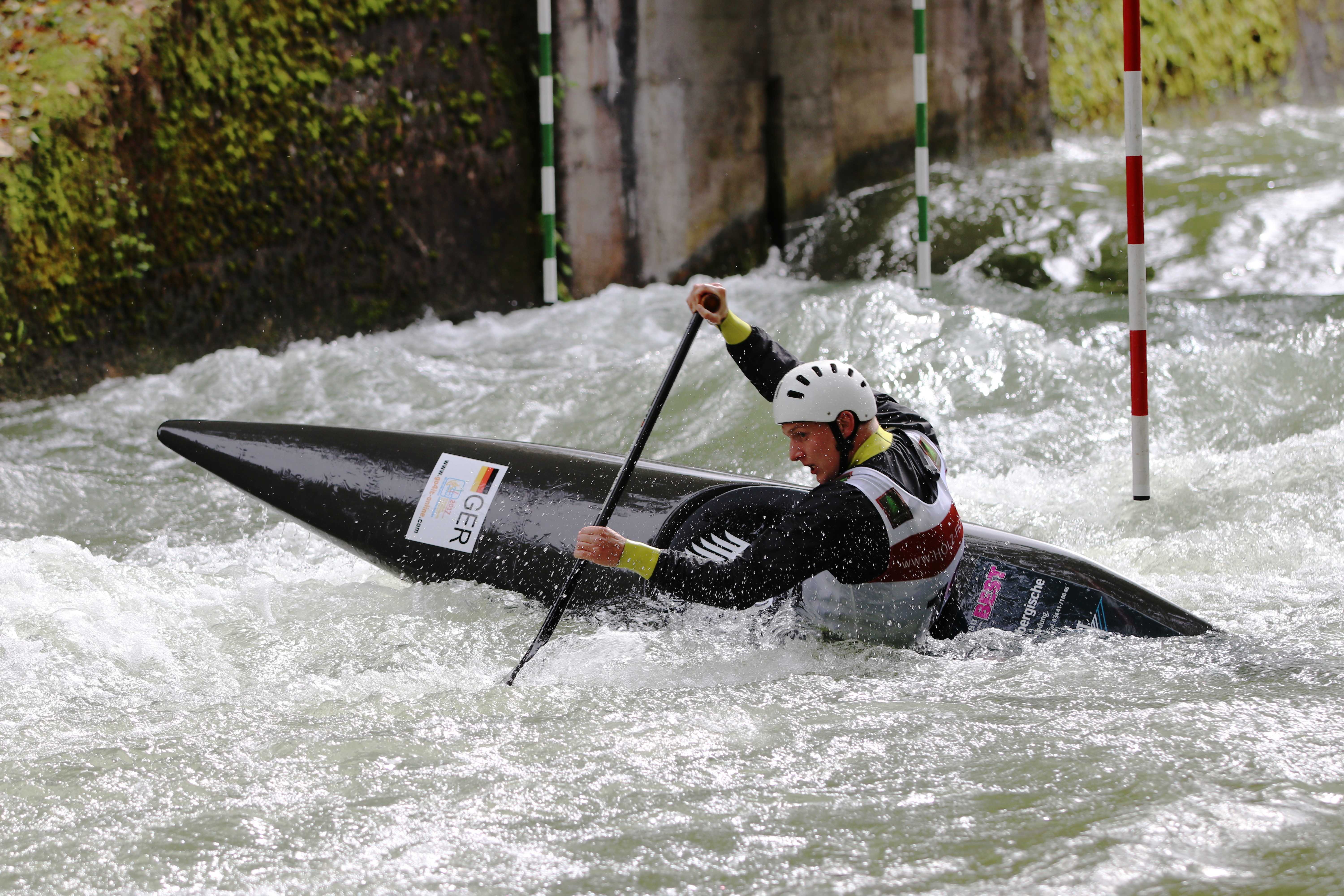
Deutsche Meisterschaft 2017, Einer-Canadier der Männer

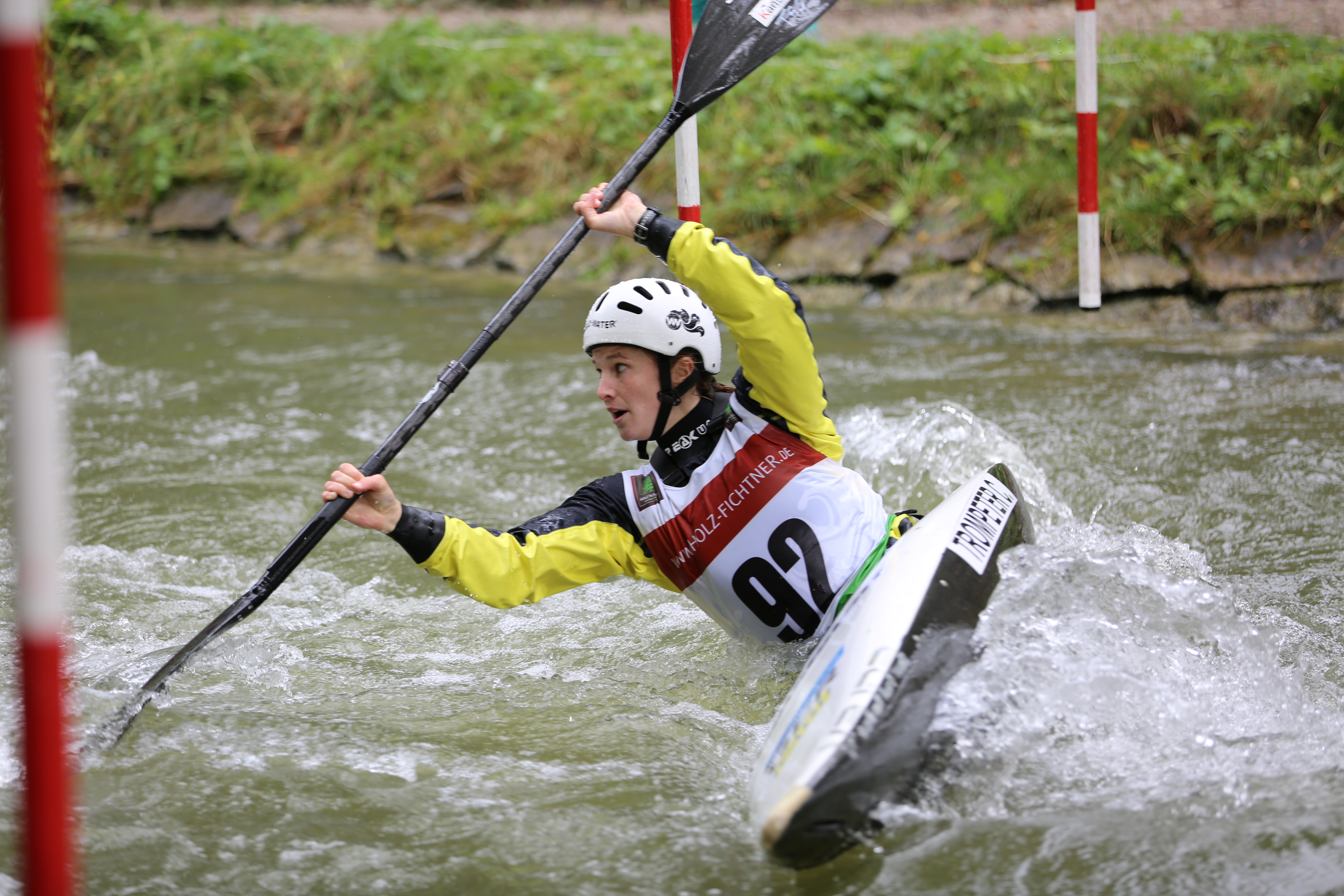
Deutsche Meisterschaft 2017, Einer-Kajak der Frauen

Kanuslalom ist eine Wettkampfdisziplin des Kanusports. Ziel ist es, eine mit Toren festgelegte Strecke auf schnell fließenden Wasser in kürzester Zeit fehlerfrei zu befahren.

## Regeln
Eine Strecke besteht aus einem zwischen 150 und 400 m langen Flussabschnitt. Über die Strecke werden 18–25 Tore verteilt, die entsprechend ihrer Nummerierung zu durchfahren sind. Die meisten Tore sind grün-weiß gekennzeichnete Abwärtstore. Diese sind in Fließrichtung zu durchfahren. 6 oder 8 Tore müssen Aufwärtstore sein, die rot-weiß gekennzeichnet und stromaufwärts zu durchqueren sind. Die Torstäbe müssen dabei ungefähr 20 cm über der Wasseroberfläche hängen.
Der Sportler muss während des Wettkampfes eine zugelassene Schwimmhilfe und einen zugelassenen, festgezogenen Kopfschutz tragen.
Die Gesamtzeit eines Laufes ergibt sich aus der Gesamtfahrzeit zuzüglich etwaiger Strafzeiten. Für die Ermittlung des Gesamtergebnisses wurden bis 2008 die Ergebnisse der beiden Läufe addiert; seit 2009 kommt nur noch der bessere Lauf in die Wertung. Im Halbfinale und Finale gibt es nur einen Lauf.
Für eine Torstabberührung werden 2 Strafsekunden verhängt; für das Auslassen eines Tores 50 Strafsekunden. Befährt ein Sportler ein Tor in falscher Fahrtrichtung oder treibt er kieloben durch ein Tor, werden dafür ebenfalls 50 Strafsekunden vergeben, wenn das Tor nicht anschließend noch einmal korrekt befahren wurde. Muss der Fahrer das Boot verlassen, wird der Lauf nicht gewertet.

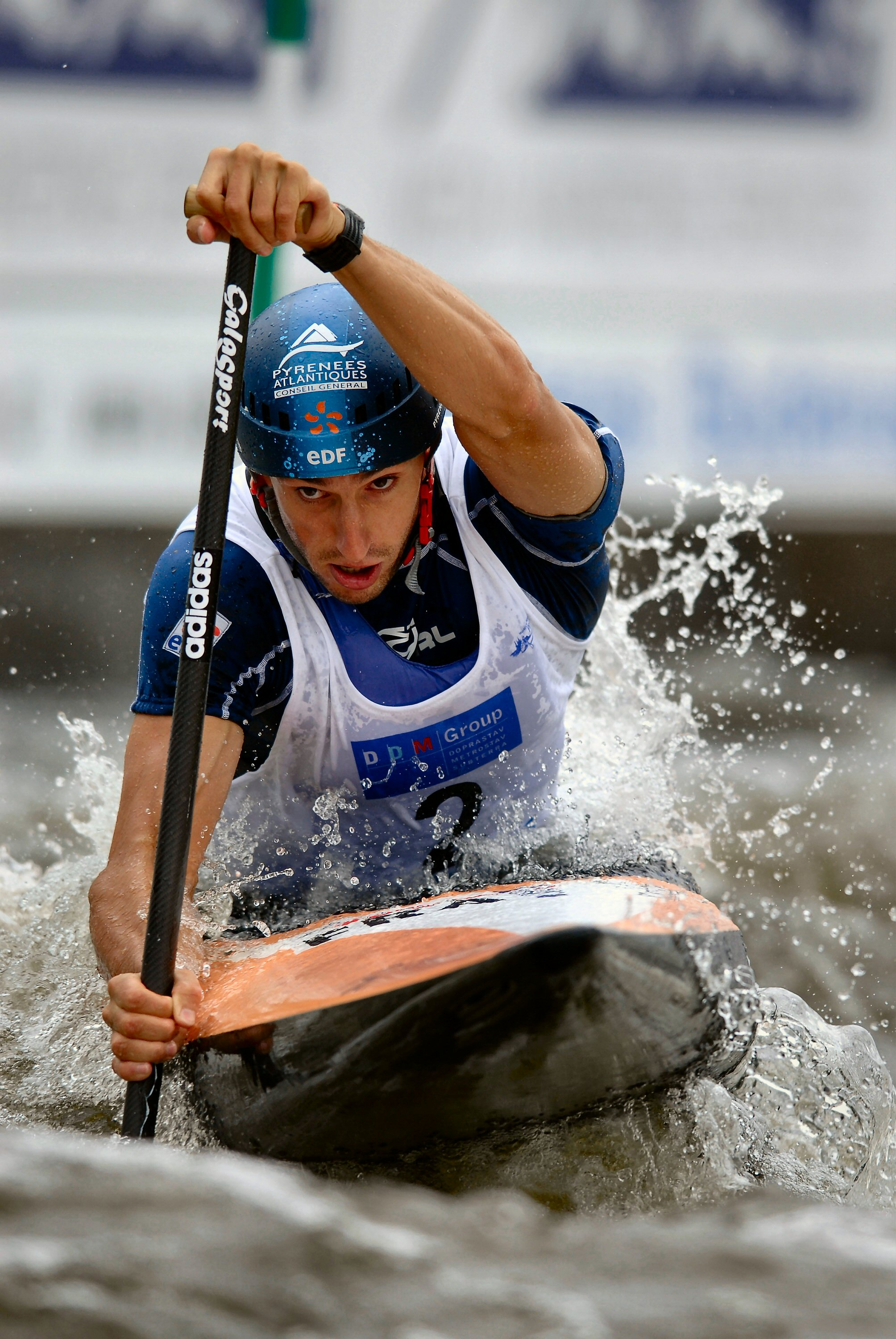
Gold-Fahrt des Franzosen Tony Estanguet („C1“) bei den Weltmeisterschaften 2006 in Prag

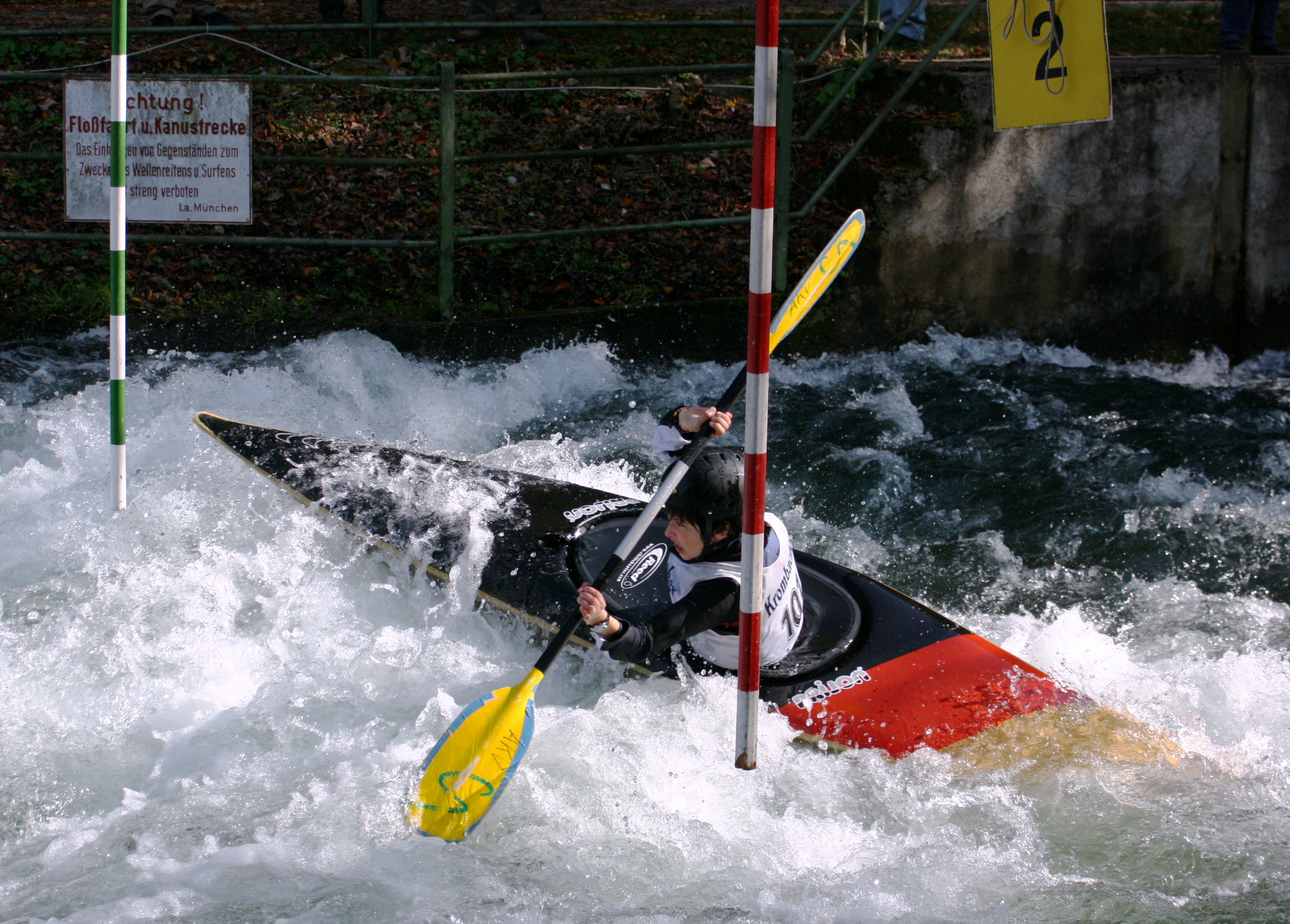
Kajakfahrer („K1“) bei den Süddeutschen Meisterschaften 2009

## Boote
Im Kanuslalom werden drei Bootsklassen gefahren:
| Bootsklasse     | Kürzel | minimale Länge | minimale Breite | minimales Gewicht |
| --------------- | ------ | -------------- | --------------- | ----------------- |
| Einer-Kajak     | K1     | 3,50 m         | 60 cm           | 9 kg              |
| Einer-Canadier  | C1     | 3,50 m         | 60 cm           | 9 kg              |
| Zweier-Canadier | C2     | 4,10 m         | 75 cm           | 15 kg             |

Das Kajak wird im Sitzen gefahren und mit einem Doppelpaddel gesteuert. Canadierfahrer knien in ihrem Boot und steuern es über ein Stechpaddel. 
Die Boote werden durch Spritzdecken verschlossen, die ein Eindringen von Wasser verhindern. 
Inzwischen werden in allen Bootsklassen Damen- und Herrenrennen ausgetragen. Zusätzlich ist der Zweier-Canadier mixed im Programm der Deutschen Meisterschaften; bei den Weltmeisterschaften war der C2-mixed, der dort schon nach 1981 aus dem Programm genommen worden war, zwischenzeitlich von 2017 bis 2019 wieder dabei.

## Wettkämpfe
Zusätzlich zu den Einzelwettbewerben gibt es Mannschaftsrennen. Eine Mannschaft besteht aus drei Booten der gleichen Bootsklasse, die gleichzeitig die Strecke befahren. Die Fahrzeit wird gemessen vom Start des ersten bis zur Zielankunft des letzten Bootes. Die Strafsekunden jedes einzelnen Bootes werden zur Gesamtzeit addiert. 
Zur Steigerung der Attraktivität findet bei Großveranstaltungen wie Weltcups und Meisterschaften erst eine Qualifikation mit zwei Läufen statt. Ihr folgt ein Semifinale, das aus nur einem Lauf besteht. Die Teilnehmerzahlen des Halbfinales variieren je nach Bootsklasse. Die 10 schnellsten Fahrer des Halbfinales fahren das Finale (1 Lauf).

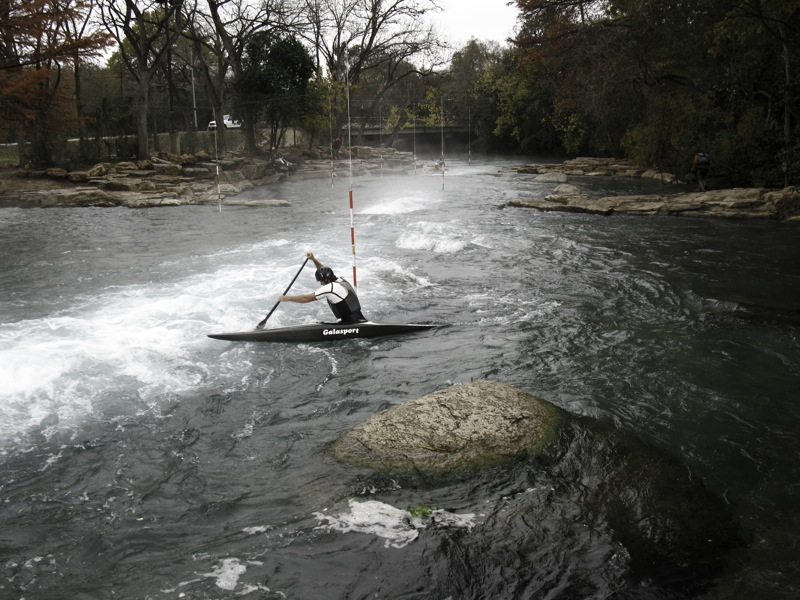
Training auf einem weitgehend natürlich belassenen Fluss, über den Tore gehängt werden

## Wettkampfstätten
Kanuslalom wurde ursprünglich auf natürlichen Gewässern betrieben, der Trend geht aber immer mehr zu künstlichen Wildwasseranlagen. Die wichtigsten Strecken in Deutschland sind der Augsburger Eiskanal und der Kanupark Markkleeberg.

## Geschichte

Kanuslalom-Briefmarke der Deutschen Bundespost zu den Olympischen Spielen 1972 in München

Die Entwicklung des Faltkajaks und dessen Fertigung im großen Maßstab ermöglichte die Verbreitung des Kajaksports auf schnell fließenden Gewässern in Süddeutschland, Österreich und in der Schweiz. Ende der 1920er, Anfang der 1930er Jahre erlebt das Fahren mit dem Faltkajak einen regelrechten Boom. In diese Zeit fällt die Geburt des Kanuslalom.
Das erste Rennen, das als Vorform des Kanuslaloms gelten kann, wurde auf dem Hallwilersee in der Schweiz ausgetragen. Die Strecke in Form eines unregelmäßigen Sterns wurde mit Bojen markiert. Am 8. Oktober 1932 fand dann das erste Rennen auf einem Fließgewässer beim Rupperswiler Wehr auf der Aare statt. Unabhängig von den Schweizer Pionieren des Kanuslaloms hatte der Österreicher Willi Rabe dieselbe Idee und organisierte mit Freunden am 29. April 1934 auf der Traisen einen Slalom für Faltbooteiner und -zweier sowie Kajaks. 1935 wurde der erste deutsche Slalom in Zwickau durchgeführt. Schließlich wurde der Slalom 1936 als eigene Disziplin von der Internationalen Repräsentantenschaft Kanusport (IRK), der Vorläuferorganisation des internationalen Kanuverbandes (ICF), anerkannt. Der Zweite Weltkrieg führte dazu, dass erst 1949 in Genf Weltmeisterschaften durchgeführt werden konnten. Diese fanden vorerst in einem Zweijahresrhythmus statt.
Bis dahin wurden neben Faltbooten Canadier aus Holz verwendet. Ab 1955 wurden zuerst Canadier, dann auch Kajaks aus Kunststoff eingesetzt. 1963 wurde der letzte Wettbewerbe für Faltkajaks bei Weltmeisterschaften durchgeführt, die danach vollständig durch Boote aus Kunststoff abgelöst wurden.
Kanuslalom war 1972 olympisch und ist seit 1992 wieder im olympischen Programm. Heute finden Weltmeisterschaften jährlich außer im Jahr der Olympischen Spiele statt.